# Meteoritical Bulletin
Das Meteoritical Bulletin (englisch für meteoritische Bekanntmachung) enthält die Veröffentlichung und kurze Beschreibung und Klassifizierung aller weltweit gefundenen Meteoriten durch die Meteoritical Society. Es erscheint regelmäßig in ihrer Zeitschrift Meteoritics & Planetary Science. Nur die hier veröffentlichten Namen gelten als offizielle Meteoritennamen.

## Namensgebung
Zur genauen Namensvergabe an Meteoriten werden von einer internationalen Fachgesellschaft Regeln aufgestellt. Demnach werden Meteorite nach ihrem Fundort (Ort, Fluss etc.) benannt. Bei Orten, an denen sehr viele Meteorite gefunden werden, wie beispielsweise einigen Gebieten in der Sahara, wird eine laufende Nummer angehängt (beispielsweise NWA 3009). Bei Meteoriten, die in der Antarktis gefunden werden, werden an den Namen die Jahreszahl und eine laufende Nummer angehängt. Beispielsweise bezeichnet ALH 76008 den achten Meteoriten, der im Jahre 1976 im Alan Hills Gebiet in der Antarktis aufgesammelt wurde. Der Marsmeteorit ALH 84001, bekannt geworden durch die angeblichen Spuren fossiler Bakterien, war demnach der erste im Jahre 1984 aufgelesene Meteorit in diesem Gebiet.